# 佐々幸範
佐々 幸範（ささ ゆきのり、1981年3月16日 - 2020年1月5日）は、日本のブラジリアン柔術家（黒帯）。身長168cm、体重72kg。パラエストラ品川所属。
北海道出身。日本人初の世界柔術選手権優勝者（茶帯）でもある。「佐々打ち込み」と呼ばれる練習方法を持っており、その効果に共鳴した柔術家が後を追うように同じ練習を開始している。
オープンガードからのスイープで、佐々スイープと呼ばれるほど象徴的な技を持つ。

## 来歴
2005年7月、世界柔術選手権（ムンジアル）に出場、茶帯ペナ級決勝戦で、植松直哉をポイント2-0で下し、優勝。ムンジアル優勝は全ての帯を通じて日本人初の快挙。
本大会はブラジルでの最後の開催であったため、ブラジルでのムンジアル優勝は日本人として最初で最後の快挙である。
2006年7月、世界柔術選手権（ムンジアル）に出場、黒帯ペナ級2回戦で、ブルーノ・フラザトにポイント4-6で敗北。
2007年8月、世界柔術選手権（ムンジアル）に出場、黒帯ペナ級2回戦で、ジョナタス・グージェウにペナルティ・ポイントを取られ敗北。
2008年3月、PAN選手権に出場、黒帯ペナ級で３位入賞。日本人初の快挙。
2008年6月、世界柔術選手権（ムンジアル）に出場、黒帯ペナ級2回戦で、ウェリントン・ディアスにポイント2-4で敗北。
2009年6月、世界柔術選手権（ムンジアル）に出場、黒帯ペナ級2回戦で、フーベンス・シャーレスに送り襟絞めで敗北。
2013年6月、世界柔術選手権に出場。
黒帯ライトフェザー級で３位入賞。
以後、ライトフェザー級以上の階級での日本人の表彰台は実現していない。
2020年1月5日、死去。

## 獲得タイトル
- コパイースト アダルト紫帯ペナ級＆アブソリュート級 優勝（2005年）
- 世界柔術選手権（ムンジアル） アダルト茶帯ペナ級 優勝（2005年）
- Giグラップリング ライト級トーナメント 優勝（2006年）
- PAN柔術選手権アダルト黒帯ペナ級３位(2008年)
- 世界柔術選手権 アダルトライトフェザー級３位(2013年)